# Орляк Олександр Володимирович
Олександр Володимирович Орляк (6 вересня 1990, м. Тернопіль, Україна — 6 лютого 2015, поблизу Дебальцевого Донецької області) — український військовик, командир гармати 128-ї гірсько-піхотної бригади (Мукачево).

## Життєпис
Олександр Орляк народився 6 вересня 1990 року в місті Тернополі.
Навчався у Тернопільській ЗОШ № 5, 2009 року закінчив Тернопільський кооперативний торговельно-економічний коледж за спеціальністю «кухар-кондитер». Працював у закладах громадського харчування Тернополя, мріяв відкрити власний заклад. Мобілізований у серпні 2014 року, дослужився до командира гармати протитанкового взводу 128-ї гірсько-піхотної бригади (Мукачево).
Загинув 6 лютого 2015 року у бою поблизу Дебальцевого Донецької області.
|                               | Коли я дізналася про обставини останнього бою Сашка, зрозуміла, що він практично свідомо вийшов під обстріл: вони були в бліндажі, а поруч — намет. Він вибіг туди, щоб набрати протитанкових гранат для своїх побратимів – вони були оточені, прямо на них їхав танк, вівся мінометний обстріл і оборонятися уже майже не було чим. Коли Сашко уже повертався, танк вистрелив йому в спину… |
| — Леся Орляк, мати Олександра | |

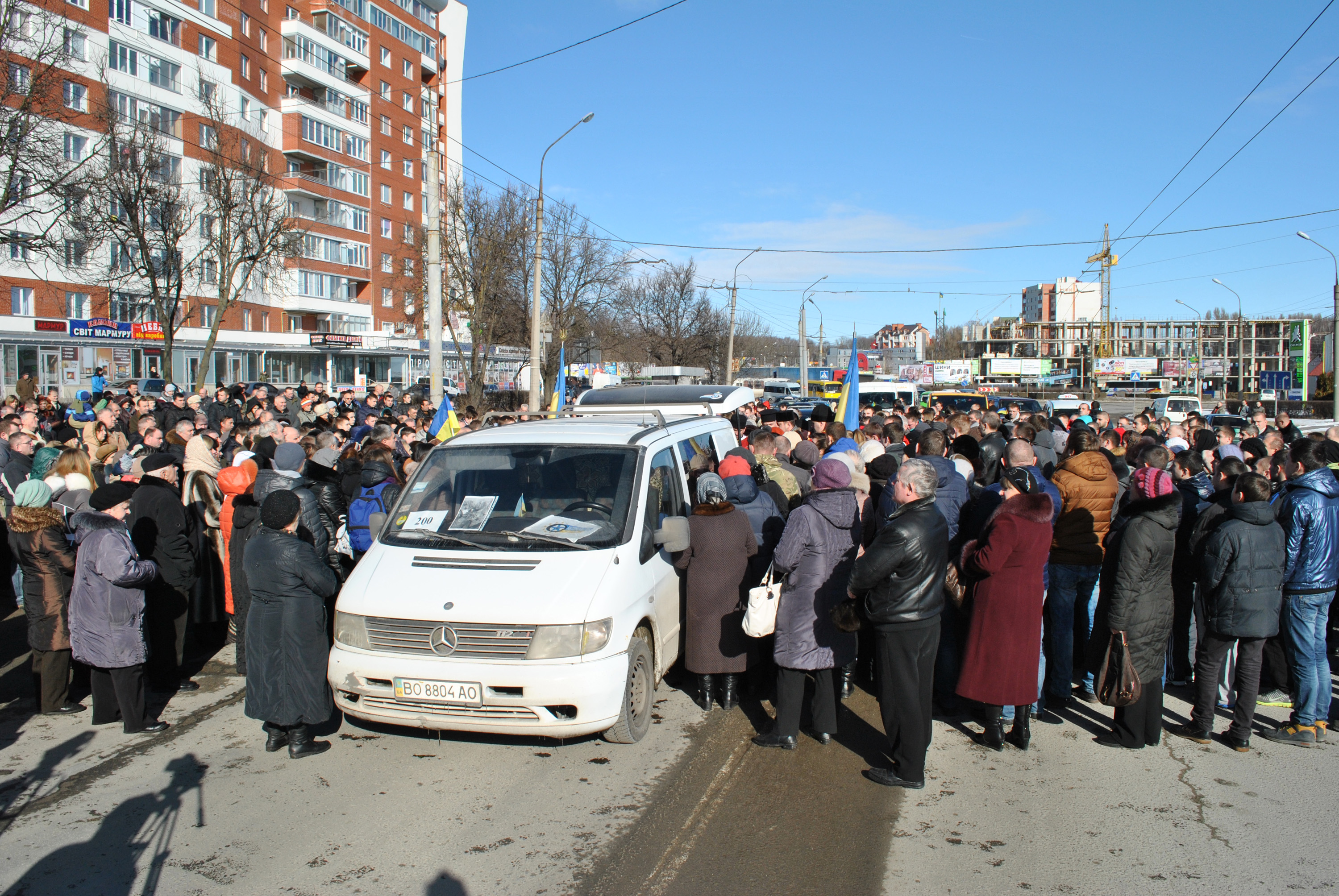
Зустріч у Тернополі тіла воїна-героя Олександра Орляка 10 лютого 2015 року

У Тернопіль тіло героя привезли 10 лютого, зустрічали його сотні тернополян на Збаразькому КПП та Збаразькому кільці, звідки вулицями Лесі Українки та Клима Савура провели воїна до рідної домівки.
Похорон відбувся 11 лютого, поховали Олександра на меморіалі загиблих в АТО на Микулинецькому кладовищі.
Залишились батьки та молодший брат.

## Вшанування пам'яті
«У світлу пам'ять воїна 128-ї бригади Орляка Олександра» організація Лондон Євромайдан та українська громада передали бійцям тепловізор.
Мати Олександра, Леся Орляк, написала книгу про сина «Ти зробив усе, що зміг». Презентація книги пройшла на Форумі видавців у Львові 14-17 вересня 2017 року. Кошти, виручені з продажу книги, підуть на облаштування Алеї Героїв на Микулинецькому кладовищі.

### Відзнаки
- За особисту мужність і героїзм, виявлені у захисті державного суверенітету та територіальної цілісності України посмертно нагороджений орденом «За мужність» ІІІ ступеня[3].
- почесний громадянин Тернопільської області (26 серпня 2022, посмертно)[4];
- «Почесний громадянин міста Тернополя» (2015) — за особисту мужність і високий професіоналізм, який виявлений у захисті державного суверенітету та територіальної цілісності України[5].

### У скульптурі
28 травня 2015 року на фасаді Тернопільської загальноосвітньої школа № 5 відкрили пам'ятну дошку Олександрові Орляку.

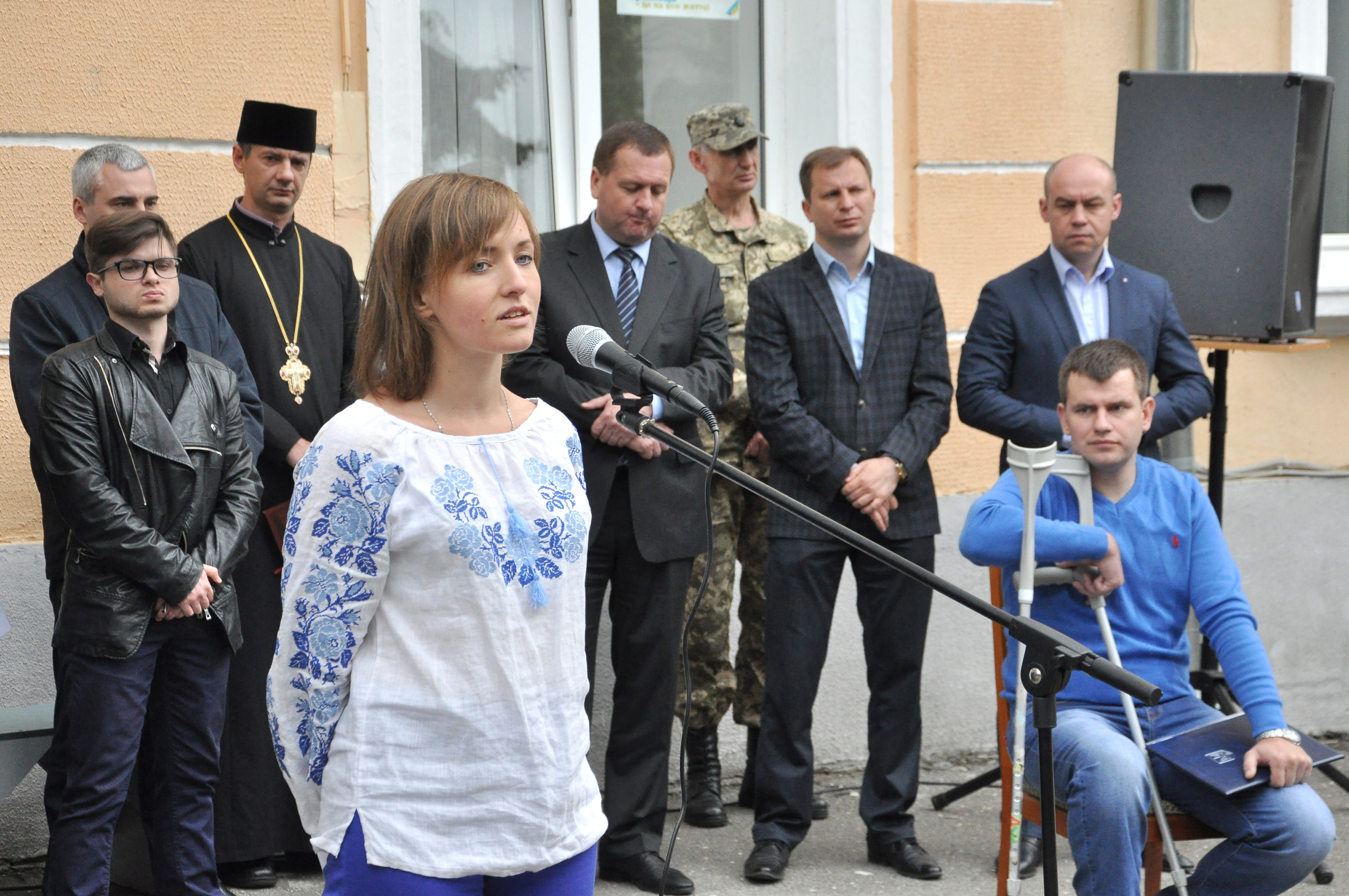
Виступає українська поетка Анастасія Дмитрук.
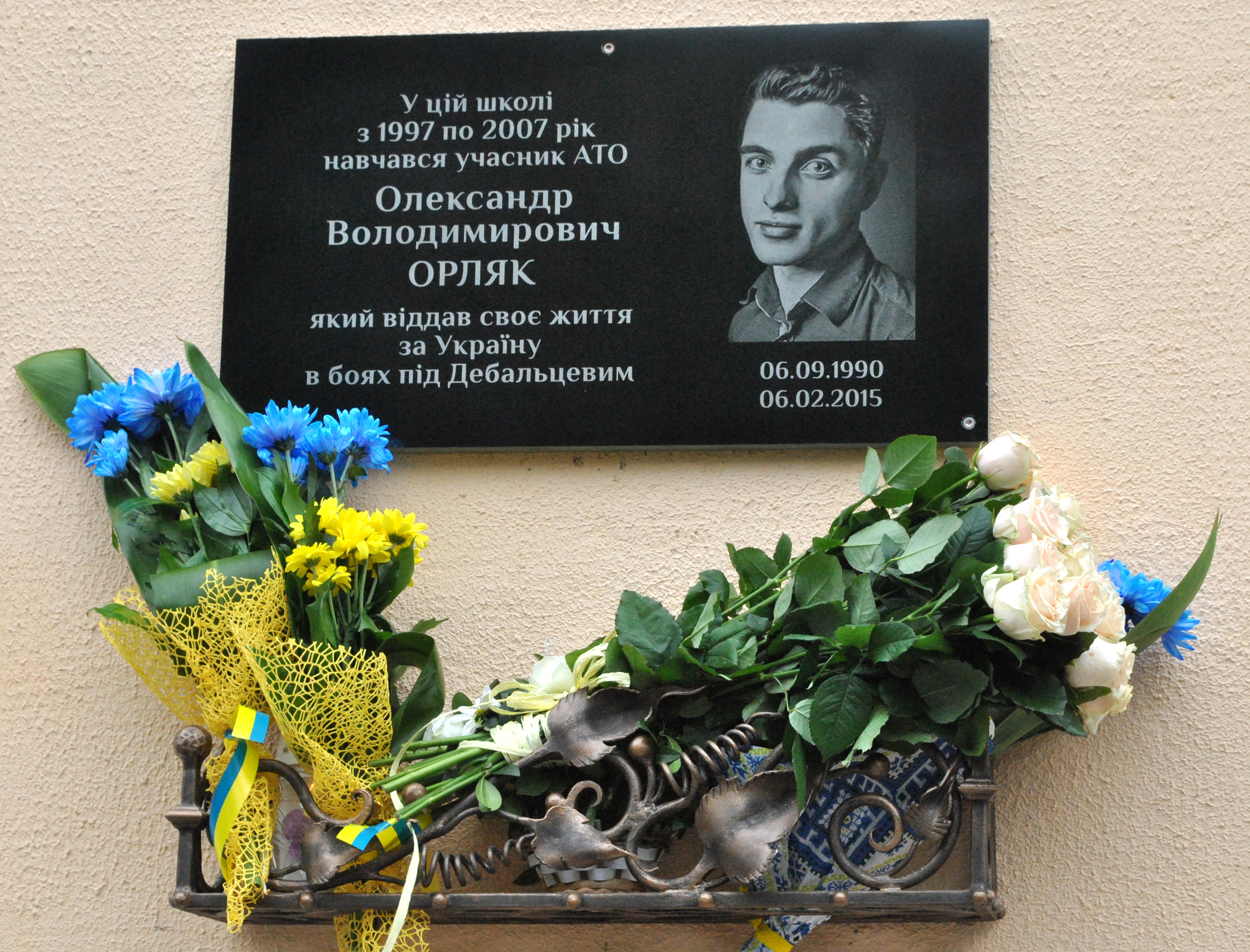
Пам'ятна дошка

3 вересня 2016 року на могилі Олександра Орляка освятили пам'ятник (скульптор Іван Сонсядло).